# Michael F. Feldkamp
Michael F. Feldkamp, né le 23 avril 1962 à Kiel, est un historien allemand.

## Vie et œuvre
Après des études secondaires au Gymnasium Carolinum d’Osnabrück, Feldkamp a étudié l’histoire, la théologie catholique, la philosophie et la pédagogie à l’Université de Bonn auprès de professeurs tels que  Hans Pohl, Klaus Hildebrand, Rudolf Schieffer, Gabriel Adriány et Hubert Müller. Pendant l’année universitaire 1985-1986, il a étudié à Rome à l’université pontificale grégorienne, où il a suivi les cours de diplomatique et de sciences historiques auxiliaires de Paulius Rabikauskas.
En 1990, il a été reçu à Bonn à l’examen d’État. Il a été pensionnaire de l’Institut historique allemand de Rome en 1986 et 1990-1991. En décembre 1992, il a soutenu sa thèse de doctorat à Bonn auprès de Raymund Kottje.
En poste au service des archives du Bundestag de 1993 à 1995, il travaille comme chercheur à l’édition des archives du Conseil parlementaire (1948-1949). À ce jour, quatre volumes sont parus, dont l’un est consacré aux relations du conseil parlementaire avec les gouverneurs militaires des puissances d’occupation occidentales. De 1996 à 1997, il travaille à Bonn au sein de l’antenne de l’Institut d’histoire du temps présent de Munich chargée d’éditer les archives de politique étrangère de la République fédérale. Depuis 2000, il tient à jour le Recueil des données relatives à l’histoire du Bundestag (Datenhandbuch zur Geschichte des Deutschen Bundestages). Il est fonctionnaire du Bundestag, vit et publie à Berlin.
Feldkamp a publié aussi bien sur l’histoire épiscopale d’Osnabrück du Moyen Âge tardif à l’époque moderne que sur l’histoire de la diplomatie pontificale, sur la nonciature de Cologne et sur l’histoire des universités. Il est connu à l’étranger pour ses contributions sur les rapports de l’église catholique avec le national-socialisme. Son ouvrage Pie XII et l’Allemagne vise à faire connaître d’un public large l’état de la recherche en ce domaine, en prenant ses distances aussi bien avec les réquisitoires ordinaires qu’avec les écrits apologétiques. Dans son livre L’Église de mauvaise volonté selon Goldhagen (Goldhagens unwillige Kirche), Feldkamp s’inscrit en faux contre les positions de Daniel Goldhagen, qui dépeint selon lui Pie XII comme un antisémite et un sympathisant national-socialiste sur la base de préjugés et de falsifications.
En Allemagne, les études de Feldkamp sur la genèse de la Loi fondamentale et sur le Bundestag ont suscité l’intérêt.

Michael F. Feldkamp, Berlin

## Titres honorifiques
- Chevalier de l'Ordre du Saint-Sépulcre de Jérusalem (2009)
- Commandeur de l'Ordre du Saint-Sépulcre de Jérusalem à Berlin (2011)

## Ouvrages (sélection)
- Der Parlamentarische Rat 1948-1949. Akten und Protokolle, vol. 8  (ISBN 3-7646-1946-5), vol. 10  (ISBN 3-486-56232-0), vol. 11  (ISBN 3-486-56279-7) und vol. 12  (ISBN 3-486-56379-3), vol. 14  (ISBN 9783486565645) Boppard / München: Oldenbourg 1995-2009.
- Der Parlamentarische Rat 1948-1949, Nouvelle édition révisée, avec une préface du président du Bundestag Norbert Lammert: Göttingen 2008:  (ISBN 9783525367551) (Article de revue : « http://mdzx.bib-bvb.de/francia/Blatt_bsb00016430,00323.html »(Archive.org • Wikiwix • Archive.is • Google • Que faire ?))
- La diplomatie pontificale de Sylvestre Ier à Jean-Paul II. Une vue d’ensemble. Traduit de l’allemand par Henri Cellérier, Préface par Bruno Neveu (= Histoire du christianisme), Paris 2001.  (ISBN 2204064521)
- Pius XII. und Deutschland, Göttingen 2000.  (ISBN 3525340265)
- Goldhagens unwillige Kirche. Alte und neue Fälschungen über Kirche und Papst während der NS-Herrschaft, München 2003,  (ISBN 3789281271)
- Der Bundestagspräsident. Amt - Funktion - Person. 16. Wahlperiode, édité par Michael F. Feldkamp, München 2007  (ISBN 978-3-7892-8201-0)

## Sources
- (de) « Publications de et sur Michael F. Feldkamp », dans le catalogue en ligne de la Bibliothèque nationale allemande (DNB).
- Michael F. Feldkamp - editeur  Datenhandbuch des Deutschen Bundestags